# Volkan Arslan
Volkan Arslan (Hannover, 29 agosto 1978) è un allenatore di calcio ed ex calciatore turco, di ruolo centrocampista, vice-allenatore della nazionale turca under-18.

## Palmarès

### Club

#### Competizioni nazionali
- Fußball-Regionalliga: 1

Hannover 96: 1996-1997